# رالف ميريفيلد
كان رالف ميريفيلد (22 أغسطس 1913 – 9 يناير 1995) أمين متحف وعالم آثار إنجليزي. يوصف ميريفيلد بأنه «أب علم الآثار الحديث في لندن»، وكان متخصصًا في علم آثار كل من لندن الرومانية والممارسات السحرية، فنشر ستة كتب حول هذه الموضوعات على مدار سنين حياته.
ولد ميريفيلد في تمبل فورتشن بلندن، وترعرع في برايتون بمقاطعة ساسكس. بدأ مسيرته المهنية في علم الآثار عام 1930 بصفة مساعد لأمين متحف برايتون، إتش. إس. تومز. حصل في عام 1935 على شهادة خارجية في الأنثروبولوجيا من جامعة لندن. خدم خلال الحرب العالمية الثانية في سلاح الجو الملكي، وأصبح في عام 1950 قيّم مساعد في متحف غيلدهول في لندن. انتقل عام 1956 إلى أكرا لتنظيم افتتاح المتحف الوطني الجديد في غانا، ليعود بعدها في العام التالي إلى العمل في متحف غيلدهول. أثناء عمله هناك، أعد مجموعة متنوعة من الأدلة الأثرية المعروفة لرسم صورة عن الحياة في لندن الرومانية، فنشرها في كتاب تحت اسم مدينة لندن الرومانية عام 1965.
في عام 1975 دُمج متحف غيلدهول مع متحف لندن لإنشاء متحف لندن الجديد. عُيّن ميريفيلد قيّمًا أول، وبعد فترة وجيزة رُقي إلى نائب المدير. تقاعد في عام 1978 لكنه ظل نشطًا في مجتمع علم الآثار، وجال عبر البلاد لإلقاء محاضرات عامة، ونشر دراسة تحت عنوان علم آثار الطقوس والممارسات السحرية في عام 1987، ودراسات أخرى عن لندن الرومانية. كان أحد الداعمين المتحمسين للمؤتمر الدائم لعلم الآثار في لندن، هيئة مخصصة لرصد أثر التراث الإنجليزي على علم الآثار في المدينة، والذي اعتقد أنه كان سلبيًا.

## سيرة ذاتية

### بدايات حياته: 1949 - 1913
وُلد ميريفيلد في 22 أغسطس 1913 في تمبل فورتشن، إحدى ضواحي شمال غرب لندن التي لم تكن في ذلك الوقت قد شُيّدت بالكامل. تزوج والداه في عام 1912، وكان والده، ألبرت ميريفيلد، موظفًا في السكك الحديدية، في حين كانت والدته مارغريت تتمتع «بمؤهلات ممتازة وكانت من ذوي الخبرة كمدرسة في مدرسة ابتدائية». بعد نحو عام من ولادته، انتقلت العائلة إلى ساوثند أون سي في مقاطعة إسكس، حيث توفي والده عن عمر ناهز 36 عامًا في 6 مايو 1916: كان ميريفيلد حينها يبلغ من العمر سنتين وتسعة أشهر. انتقل بعدها مع والدته إلى برايتون في مقاطعة ساسكس، على الساحل الجنوبي لإنجلترا، حيث استقرا مع والديها فوق محل أحذية يديره والدها.
بدأت رحلة ميريفيلد الدراسية في مدرسة بيلهام ستريت كاونسل في برايتون، حيث «صدر تقرير في 29 سبتمبر 1922، عندما كان في التاسعة من عمره، ]استُخدمت فيه[ عبارة «الفتى المتفوق» مرتين في إشارةٍ إلى تقدمه العلمي». تلقى تعليمه الثانوي في المدرسة الثانوية المحلية للبنين في يورك بليس في برايتون، وأثناء دراسته هناك، في عام 1930، أصبح مساعدًا لإتش. إس. تومز، أمين متحف برايتون ومساعد سابق لعالم الآثار أوغستس بيت ريفرز. شرع ميرفيلد في الدراسة للحصول على شهادة خارجية من جامعة لندن، مُستلهمًا هذه الرغبة من المجموعة الإثنوغرافية للمتحف، التي ساعد في تصنيفها، وأكملها عام 1935؛ على الرغم من أن تركيزه الرئيسي كان على الأنثروبولوجيا، فإن الحصول على الشهادة سمح له أيضًا بأخذ دورة متوسطة في علم النبات. تَشكل لديه في ذلك الوقت اهتمام شديد بالأدلة الأثرية للدين والممارسات السحرية.
في عام 1940، خلال الحرب العالمية الثانية، جُند ميريفيلد في سلاح الجو الملكي، ونُقل في عام 1943 إلى قسم المخابرات التابع له، متخصصًا في تحليل الصور الجوية. أُرسل إلى الهند ثم إلى جاوة. عاد للعمل في متحف برايتون في عام 1945، بعد انتهاء الصراع.